# كيم كوستر
كيم كوستر (بالإنجليزية: Kym Koster)‏ هو لاعب كرة قدم أسترالية أسترالي، ولد في 1 فبراير 1973.

## وصلات خارجية
- كيم كوستر على موقع AustralianFootball.com (الإنجليزية)
- كيم كوستر على موقع AFLtables.com (الإنجليزية)